# Атомний годинник

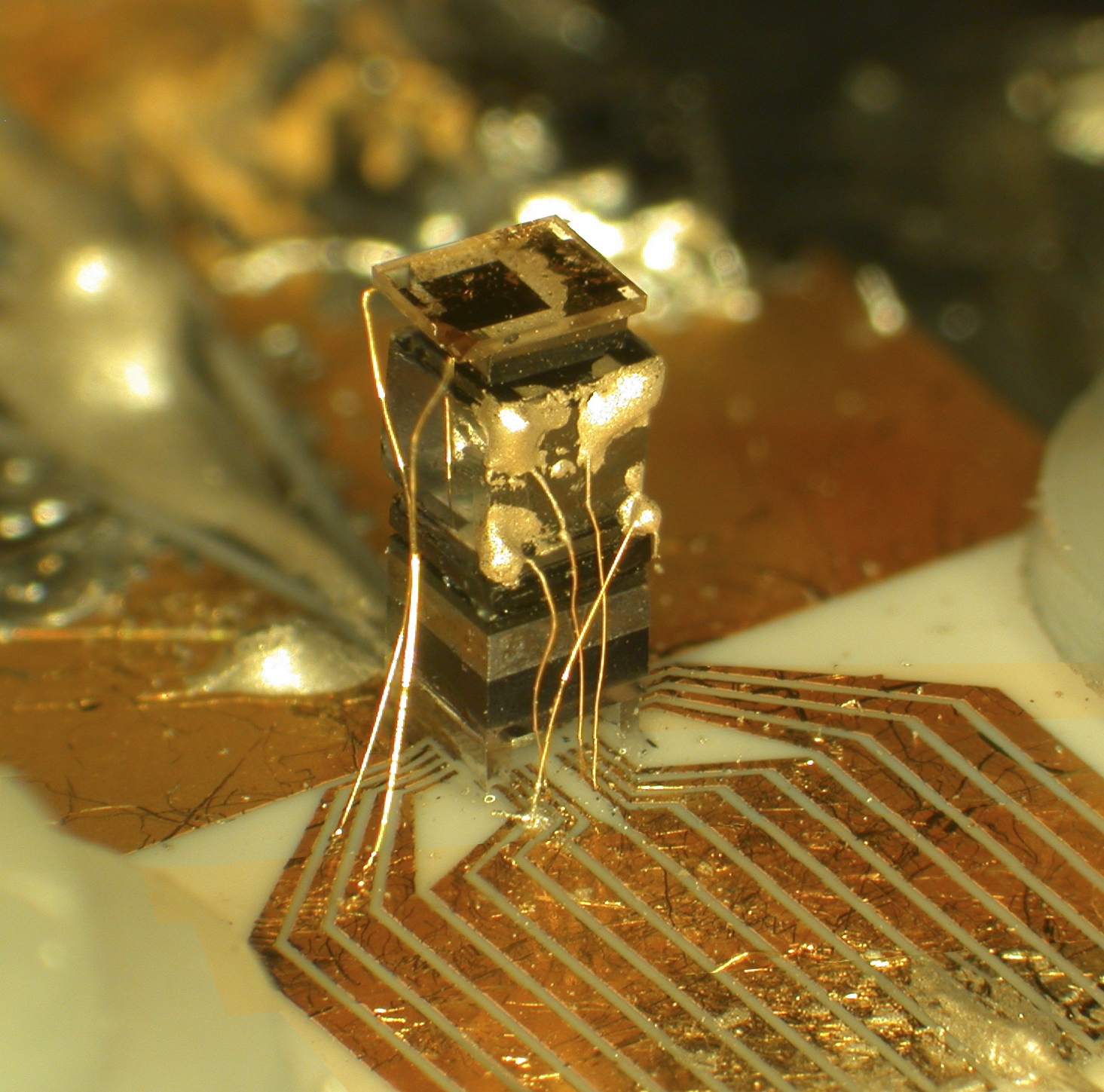
Атомний годинник не більше чипа, представлений NIST

А́томний годи́нник (квантовий годинник) — пристрій для вимірювання часу, що використовує як стандарт частоту електронного переходу між енергетичними рівнями в атомах.
Роль «маятника» у ньому відіграють атоми. Частота випромінювання атомів при переході їх з одного енергетичного рівня на інший регулює хід атомного годинника. Ця частота настільки стабільна, що атомний годинник дозволяє вимірювати час точніше, ніж астрономічні методи.

З 1967 року міжнародна система одиниць SI визначає одну секунду як 9 192 631 770 періодів електромагнітного випромінювання при переходах між двома надтонкими рівнями основного стану атома цезію-133. Згідно з цим визначенням, атом цезію-133 є стандартом для вимірювань часу і частоти.

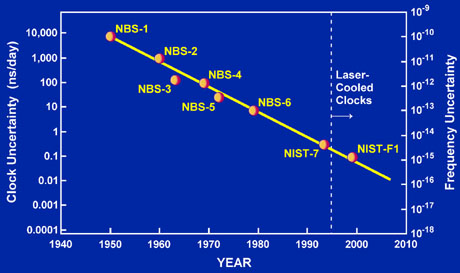
Діаграма, що ілюструє збільшення точності різних атомних годинників залежно від року виготовлення

## Історія
Ідею про можливість використання атомних коливань водню для вимірювання часу запропонував ще в 1879 році англійський фізик лорд Кельвін, однак тільки в середині XX століття це стало можливим.
У 1930-х роках американський фізик і першовідкривач ядерного магнітного резонансу Ісидор Рабі почав працювати над атомним годинником на цезії-133, однак початок війни завадив йому. Вже після війни, в 1949 році, в Національному комітеті стандартів США за участю Гарольда Лайонсона створили перший молекулярний годинник, що використовував молекули аміаку.
Одними з перших у світі[коли?] атомними годинниками були цезієві годинники Атоміхрон, виготовлені приватною компанією National Company, Inc. з Молдена, штат Массачусетс (США).
1955 року Луї Ессен із Національної фізичної лабораторії Великої Британії створив перший атомний годинник на цезії-133. Цей годинник накопичував похибку в одну секунду за мільйон років. Прилад отримав назву NBS-1 і його стали вважати цезієвим еталоном частоти.
1964 року Hewlett-Packard розробила компактний цезієвий прилад HP 5060A розміром із велику валізу. 2005 року Hewlett-Packard продала підрозділ, який розробляв атомні годинники, компанії Symmetricom.
У 2011 році фахівці «Лабораторії Дрейпера» і «Сандійських національних лабораторій» розробили, а компанія Symmetricom випустила перші мініатюрні атомні годинники Quantum.
Співробітники Національного інституту стандартів і технологій (NIST) влітку 2013 року оголосили про розробку годинника на основі атомів ітербію, який вдесятеро перевершив аналоги за точністю. На відміну від цезію, частота переходів в ітербії набагато вища, що й було застосовано дослідниками. Порівняння двох створених примірників дозволило встановити, що їх похибка становить 1,6 до 1018, — за один мільярд років ходу похибка складе одну секунду[ангажоване джерело].
Наприкінці 2013 року американська компанія Bathys Hawaii представила перший «наручний» атомний годинник. Як основний компонент в них використовується чип SA.45s виробництва компанії Symmetricom.
На початку 2014 року NIST ввів до ладу атомний годинник NIST-F2, який накопичує помилку в одну секунду протягом 300 мільйонів років. Новий годинник замінив NIST-F1 як стандарт цивільного часу й частот в США. Дані NIST-F2 надіслали до Міжнародного бюро мір і ваг, яке збирає дані атомних годинників світу для стандарту міжнародного атомного часу. Там NIST-F2 визнали одним із найточніших атомних годинників.

## Принцип дії
В атомних годинниках застосовуються атоми, спектри яких мають надтонку структуру, що зумовлена розщепленням спектральних мультиплетів в магнітному полі ядра. Це магнітне поле однакове для кожного з атомів, а тому може бути стандартом. Газ із таких атомів поміщено в резонатор електромагнітних коливань, резонансних із частотою переходу між розщепленими лініями. Детектування оптичних переходів відбувається з використанням інтерферометрів з високою роздільною здатністю.

## Ядерний годинник
У березні 2012 року вчені з Університету Нового Південного Уельсу, Технологічного Інституту Джорджії й Університету Невади (Кемпбелл, Раднаєв, Кузьмич, Дзюба, Фламбаум, Дерев'янко) запропонували схему ядерного годинника, який перевершує за точністю сучасні аналоги на кілька порядків. Подібна схема в теорії дає похибку близько {\displaystyle 1 \over 10} секунди за 14 мільярдів років. Для порівняння, час існування Всесвіту — 13,6 мільярда років. У своїй науковій статті, що  опублікована у журналі Physical Review Letters, вчені Віктор Флабаум і Володимир Дзюба повідомили, що точність запропонованого ними нейтронного годинника доходить до 19 чисел після коми, що дозволяє варіювати спектр його застосування від систем GPS-навігації і широкосмугового передавання даних, до тестів в області фундаментальної фізики і систем синхронізації у прискорювачах частинок.
У вересні 2024 року міжнародна група дослідників під керівництвом вчених з JILA (США) здійснила важливий крок у модернізації ядерного годинника. Згідно з повідомленням у журналі Nature, в експерименті вчені використовували торій-229, атом якого має найнижчий енергетичний стрибок серед відомих елементів, що дало змогу застосувати ультрафіолетовий лазер замість рентгенівських променів.